# Jezero (Kakanj)
Pour les articles homonymes, voir Jezero.
Jezero (en cyrillique : Језеро) est un village de Bosnie-Herzégovine. Il est situé dans la municipalité de Kakanj, dans le canton de Zenica-Doboj et dans la fédération de Bosnie-et-Herzégovine. Selon les premiers résultats du recensement bosnien de 2013, il compte 222 habitants.

## Géographie
La région consiste en des collines, des montagnes et des bassins, avec des altitudes variant entre 432 et 1267 mètres.

## Histoire
Avant 1991, Jezero faisait partie de la localité de Bijelo Polje. Depuis 1991, il est recensé comme une entité administrative à part entière.

## Démographie

### Évolution historique de la population
| 1948 | 1953 | 1961 | 1971 | 1981 | 1991 | 2013 |
| ---- | ---- | ---- | ---- | ---- | ---- | ---- |
| -    | -    | -    | -    | -    | 159  | 222  |

|  |